# Porta Nuova (Werona)

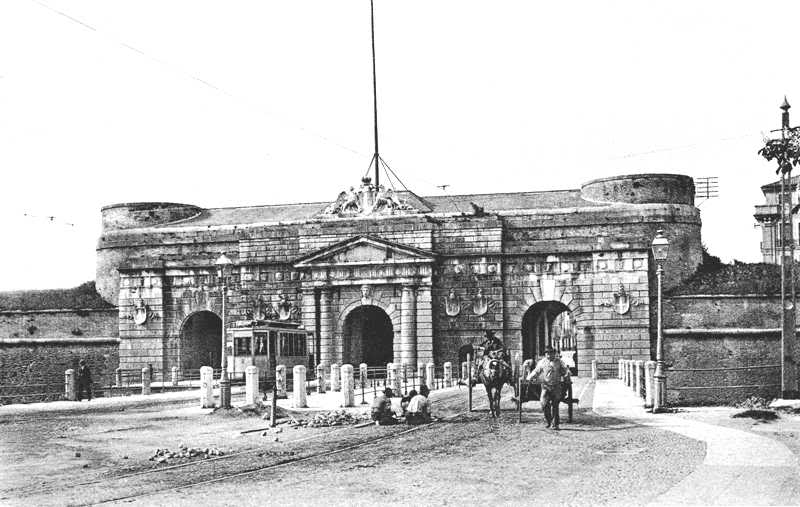
Porta Nuova z widoczną linią tramwajową (początek XX w.)

Porta Nuova – jedna z dawnych bram miejskich w Weronie. Powstała w latach 1532–1540 według projektu wybitnego werońskiego architekta Michele Sanmicheliego w ramach rozległej renowacji południowej części murów miejskich. Stanowiła główne wejście do miasta od strony południowej.
Szereg drobnych zmian doznała brama w ciągu XIX w. Wenecki lew Świętego Marka został zniszczony przez jakobinów w 1801 roku, a później zastąpiony przez grupę rzeźbiarską z centralnie umieszczonym herbem z dwugłowym orłem cesarskim, później zatartym i zwieńczonym koroną. Obecny wygląd zabytku, choć nie różni się znacznie od pierwotnego projektu Sanmicheliego, uległ także innym przeróbkom w związku z ingerencjami, jakie miały miejsce w tym stuleciu podczas okupacji austriackiej, zwłaszcza na fasadzie od strony zewnętrznej. W szczególności w 1852 roku do tej elewacji dobudowano dwa duże łuki boczne.
Teren przed bramą w drugiej połowie XIX wieku przeszedł znaczące przeobrażenia, w szczególności w związku z doprowadzeniem w 1852 r. linii kolejowej z Wenecji i budową stacji kolejowej Verona Porta Nuova. W 1884 r. przez centralny portal bramy poprowadzono linię tramwaju konnego od stacji do centrum miasta (później zmieniona na trakcję elektryczną; działała do 1951 r.).